# بوفاجسكا بيستريتسا
بوفاجسكا بيستريتسا (بالسلوفاكية: Považská Bystrica)‏ مدينة في شمال غرب سلوفاكيا على ضفاف نهرالفاه تتبع أقليم ترنشين وتبعد 30 كم عن جيلينا.

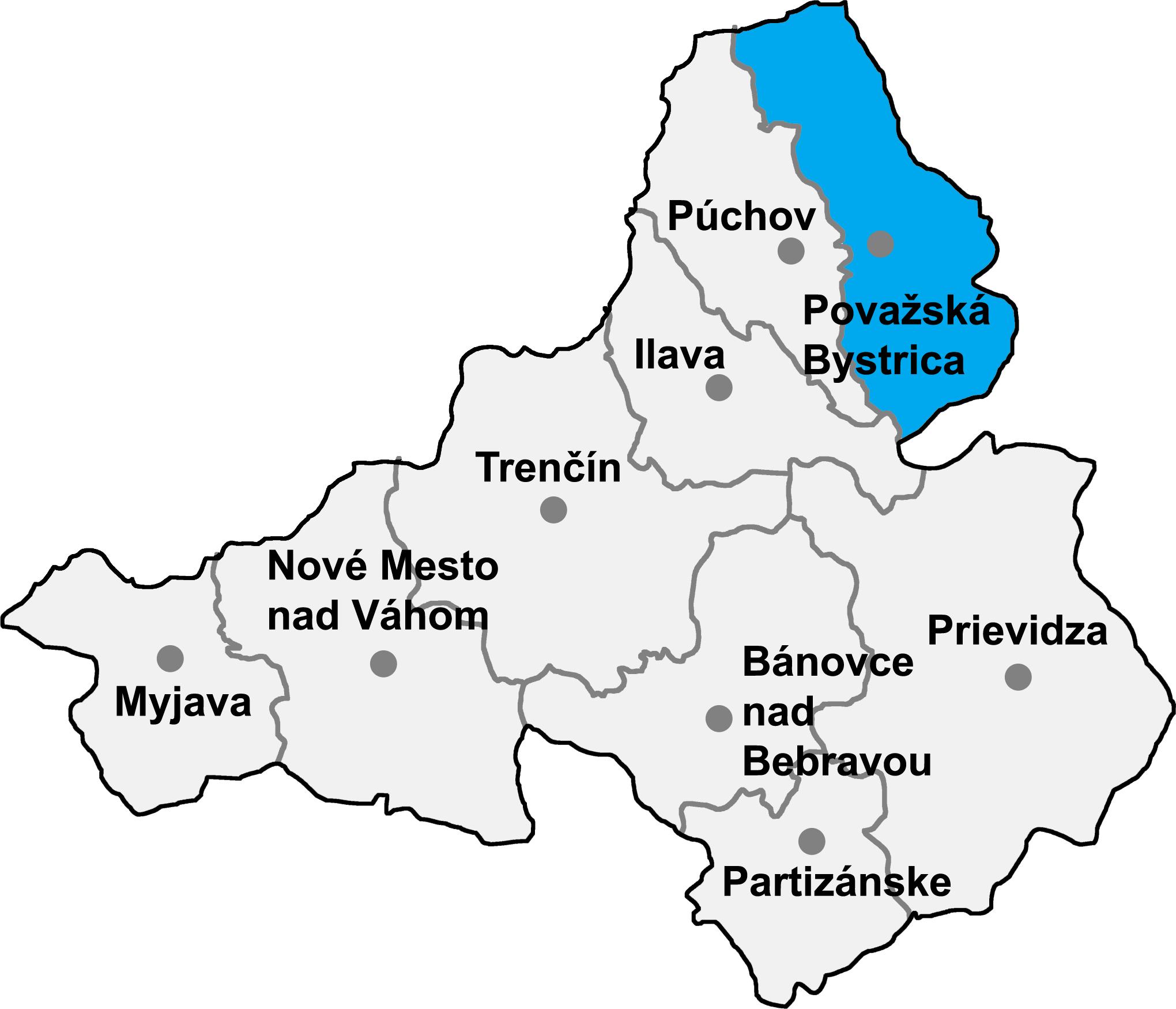
موقع بوفاجسكا بيستريتسا في إقليم ترنتشن

## أعلام
- إيفا فيسلوفا
- ميكال مرتيناك
- انطون سلوبودا
- ماريان فيدا